# Chappie Willett
„Chappie“ Willett bzw. Willet (eigentlich Francis Robert Willet; * 6. September 1907 in Philadelphia; † 30. März 1976 ebendort) war ein US-amerikanischer Jazzmusiker (Piano, Komposition), der vor allem als Arrangeur für die Bigbands der Swingära in Erinnerung bleibt.

## Leben und Wirken
Willet wurde 1933 nach dem Ende seines Studiums Mitglied von Phil Edwards Collegians, einer Territory Band in West Virginia; er war als musikalischer Leiter und Arrangeur der Band tätig, die 1934 in seiner Heimatstadt Philadelphia als Chappie Willet and His Greystone Ballroom Orchestra auftrat, bevor sie sich Mitte des Jahres auflöste. Er zog dann nach New York, wo er zwischen 1935 und 1952 als Songwriter und Arrangeur Karriere machte: Als Coautor schrieb er Jazztitel wie „Way Over There by the Cherry Tree“ (mit Claude Demetrius, Rudolph Toombs) und „I Ain’t Gettin’ Nowhere Fast“ (mit Cab Calloway und Porter Grainger). Neben Jimmy Mundy war er 1938 Gene Krupas erster Arrangeur in dessen neuer Bigband. U.a. arrangierte er für Krupas Orchester „Rhythm Jam“ und schrieb für ihn auch die Titel „Blue Rhythm Fantasy“ (1936, mit Teddy Hill), „I Know That You Know“, „Grandfather’s Clock“, „Jungle Madness“ und „Apurksody“ (1938).
Als freischaffender Arrangeur arbeitete Willett u. a. auch für Lucky Millinder, Duke Ellington („I’m Slappin’ Seventh Avenue“, 1938), Panama Francis, Louis Armstrong („I Hope Gabriel Likes My Music“), Mildred Bailey, Baby Dodds, Dizzy Gillespie, Jimmie Lunceford (für den er ein Jazzarrangement von Beethovens Klaviersonate Nr. 8 schrieb), Charlie Shavers und die Mills Blue Rhythm Band. Der Diskograf Tom Lord führt zwischen 1937 und 1941 seine Mitwirkung an 87 Aufnahmesessions auf.